# Borobudur
Borobudur (più correttamente Barabuḍur) è un monumento buddista Mahāyāna risalente circa all'950 d.C. situato in Indonesia (più precisamente nella parte centrale dell'isola di Giava a circa 42 chilometri da Yogyakarta), patrimonio mondiale dell'UNESCO.
È stato oggetto di paragone con altre opere colossali dell'antichità (ad esempio le Piramidi di Giza); ha infatti una base di 123 x 123 metri ed un'altezza di 35 metri, poggia su circa 1.600.000 colossali blocchi di pietra e le sue pareti sono ricoperte da 2.672 bassorilievi (per una lunghezza complessiva che supera i 5 km e una superficie che arriva agli 8 km²) di cui più di 1.400 narranti storie riguardanti Buddha e da 504 statue dedicate a quest'ultimo. L'edificio ha una linea quadrata e divisa in gradini e appare come una montagna; nella vista dall'alto si apprende la complessità della pianta e la sua struttura architettonica. È il monumento più visitato di tutta l'Indonesia.

## Storia

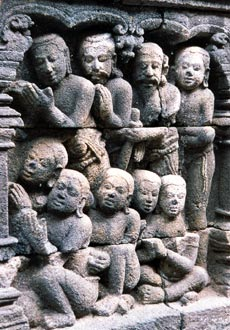
Dettaglio dei corridoi.

### Costruzione
La costruzione cominciò all'incirca nell'800 d.C., si suppone in un periodo tra il 750 e l'830 e venne commissionata dalla dinastia regnante in quel momento, i Sailendra, all'apice del loro splendore e potere. Non si sa con precisione se la costruzione iniziò ad opera di sovrani induisti o buddisti
La scelta del luogo fu attentamente studiata, in quanto la piana in cui si erge ricordava contemporaneamente diversi luoghi sacri per la popolazione, infatti poco lontano dal tempio si può trovare una confluenza di due fiumi che ricorda quella dei fiumi Gange e Yumna considerata sacra in molte culture; inoltre sullo sfondo del paesaggio si può notare una catena montuosa che ha alcuni tratti concordanti con il profilo dell'Himalaya, la catena montuosa sacra anch'essa per molte culture.
L'architetto che la progettò fu Gunadharma, il quale venne assistito da alcuni monaci particolarmente saggi in ogni genere di disciplina provenienti da tutte le parti del mondo, il monumento risente infatti di influenze indiane, persiane e anche babilonesi; richiese la manodopera di più di 10.000 persone per circa 75 anni e finì poco prima della fine della dinastia ad opera di Mataram.

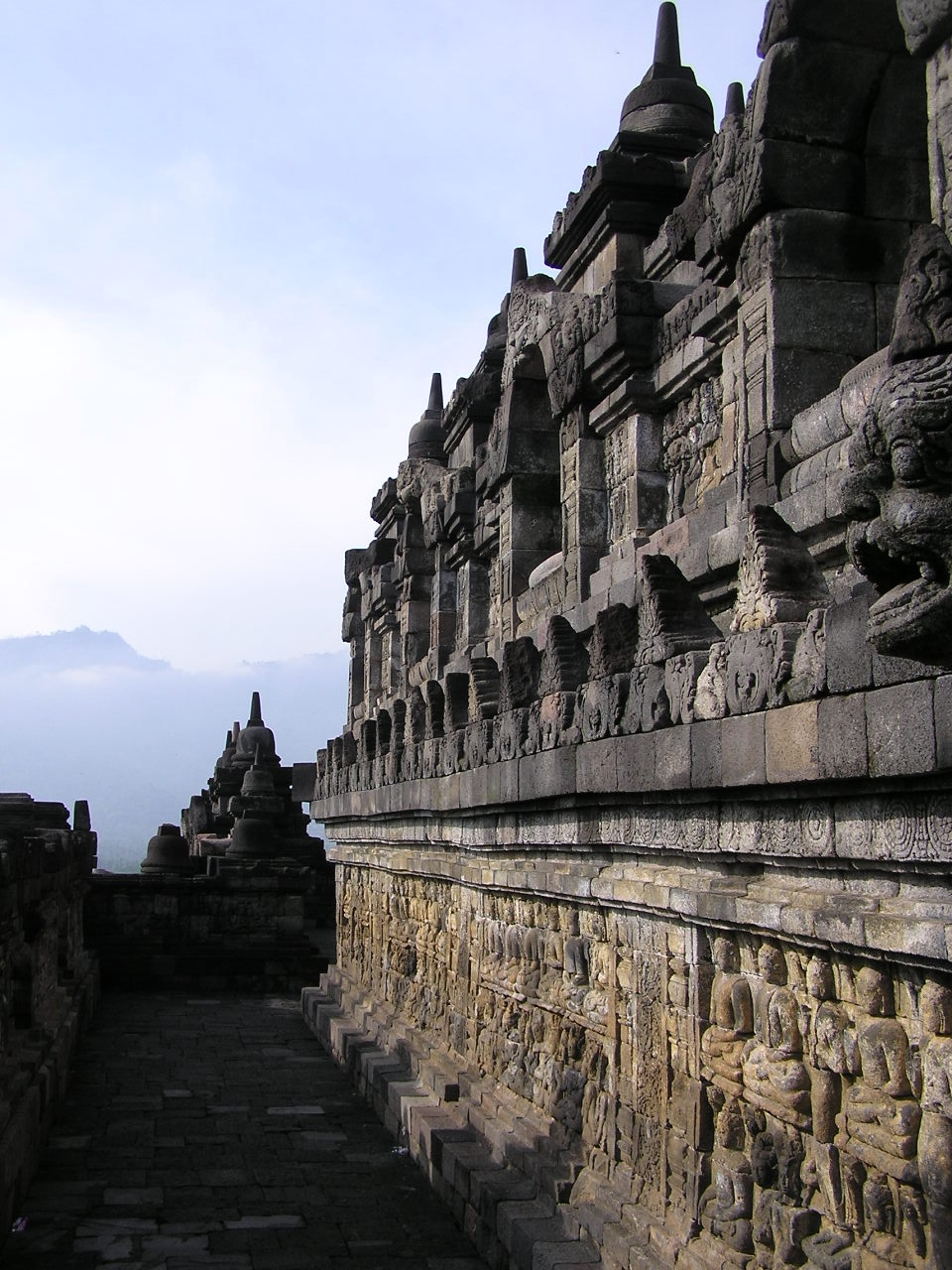
Uno dei corridoi
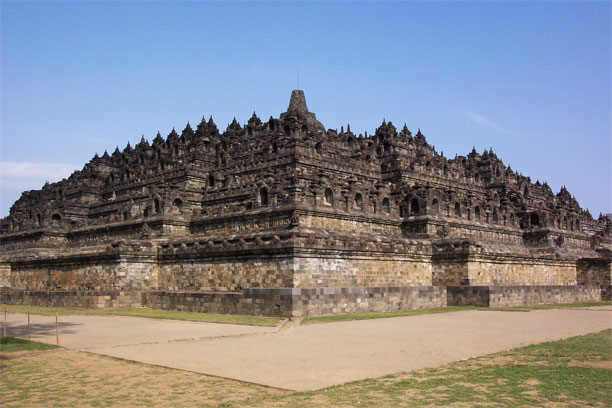
Fotografia
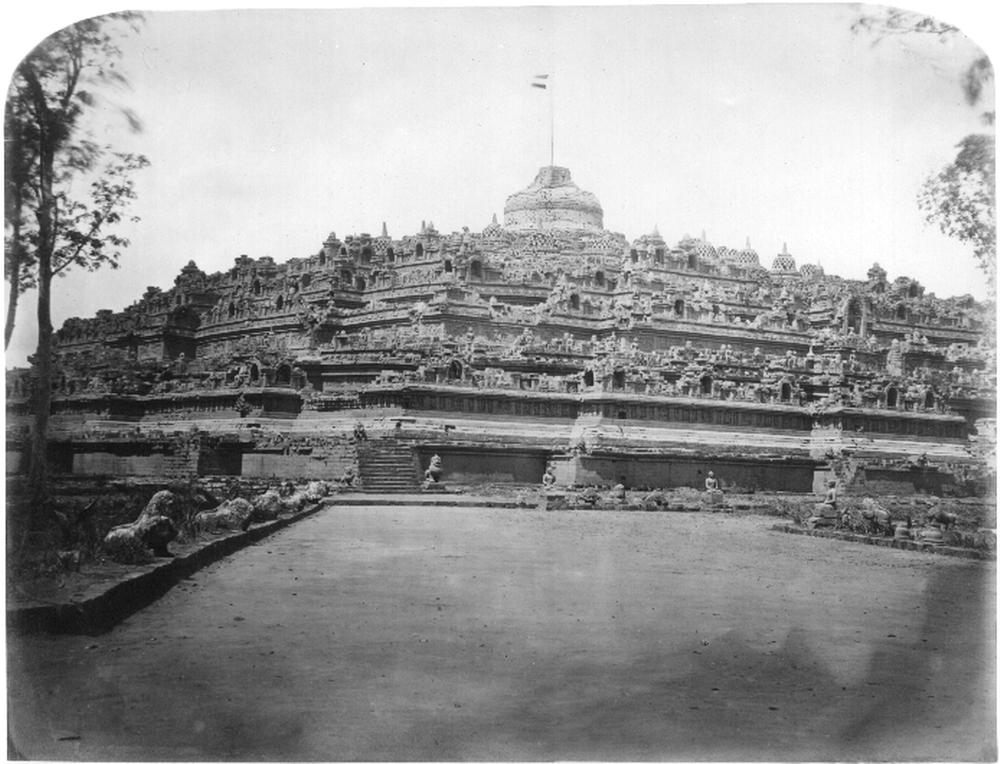
la prima fotografia fatta da Isidore van Kinsbergen (1873) dopo la riscoperta completa del monumento
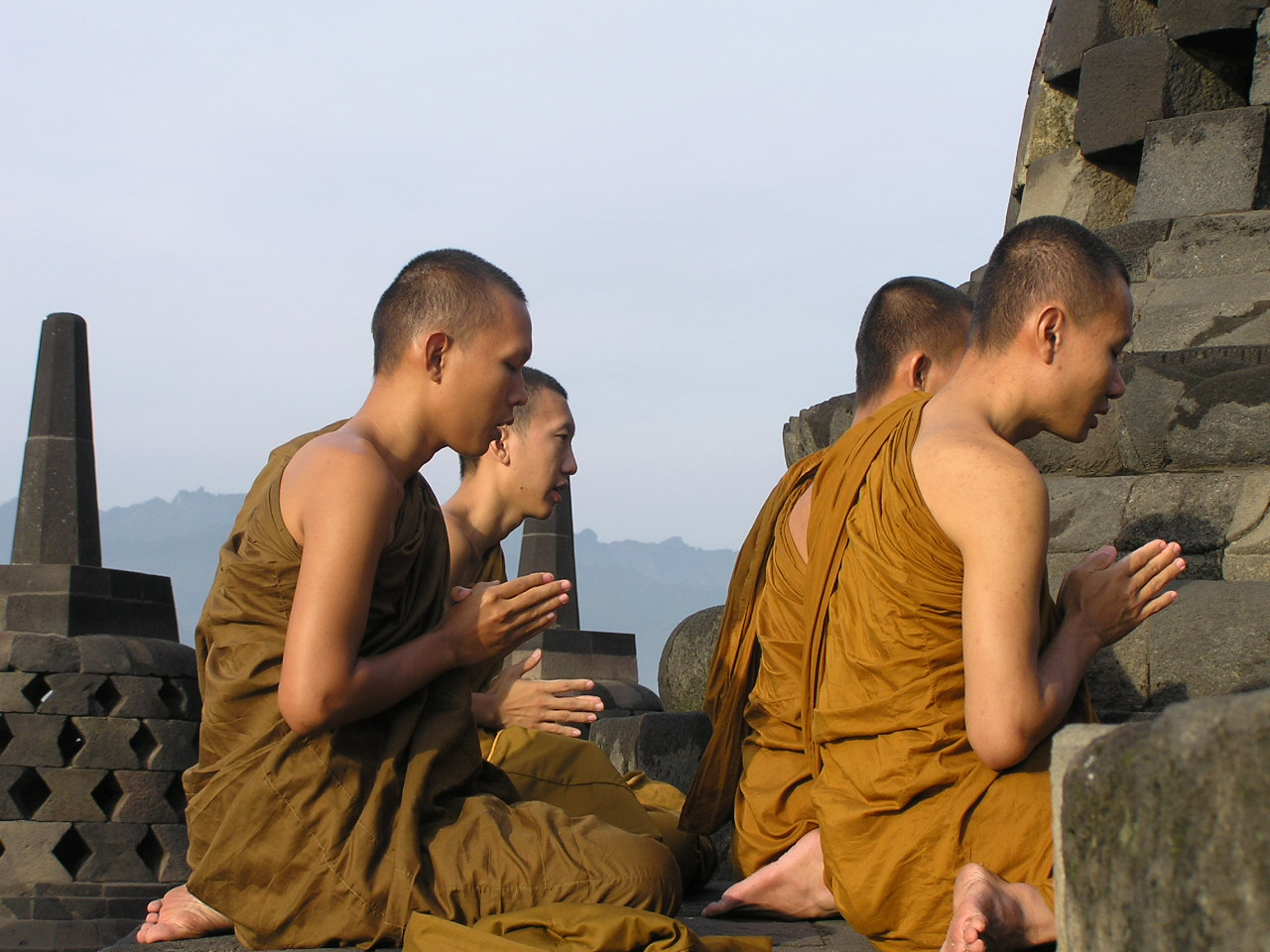
Pellegrini buddisti in preghiera

### Abbandono

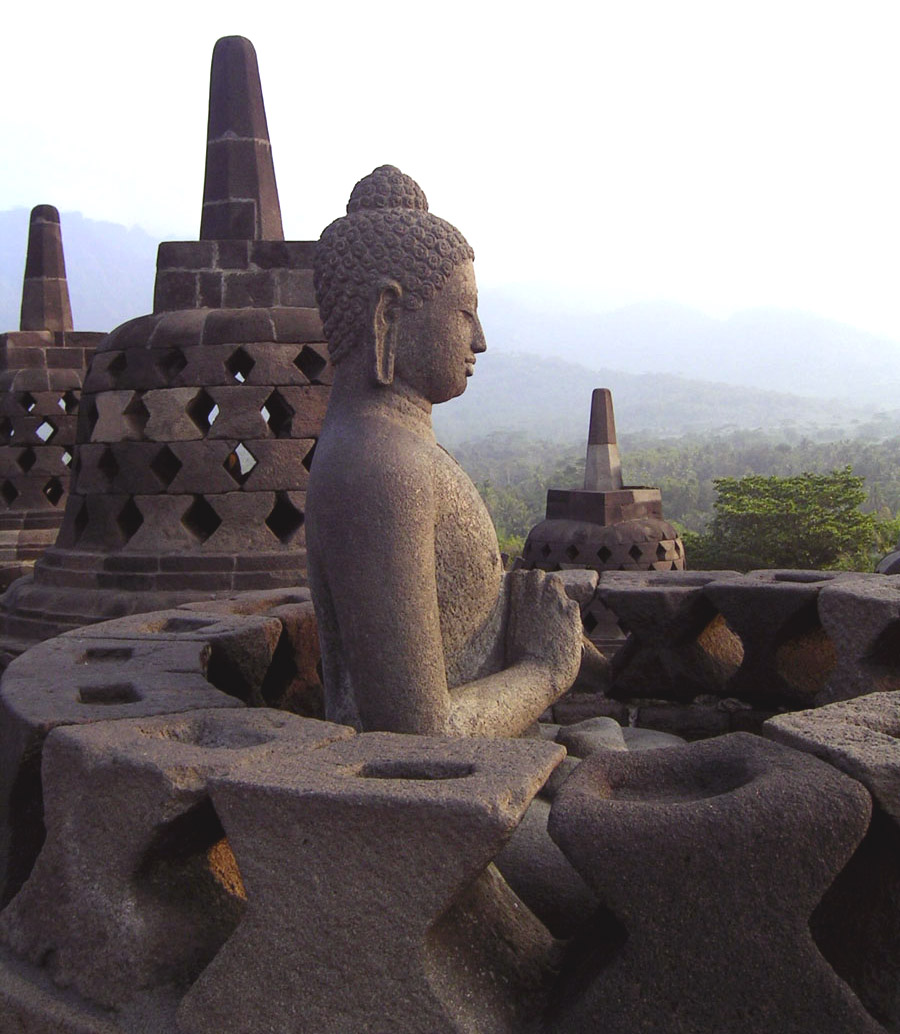
Una statua di Buddha nel tempio.

Dopo la fine dei Sailendra, la nuova dinastia mantenne questa costruzione e ne edificò altre simili nei paraggi (i famosi templi di Prambanan). L'attività di questo tempio durò poco perché una serie di cataclismi naturali costrinse i residenti ad abbandonare la zona, in seguito ad una eruzione vulcanica (si suppone poco dopo l'anno mille) il tempio venne completamente sommerso dai detriti, in seguito su questi detriti crebbe una vegetazione.
Nei secoli successivi iniziò un processo di conversione e nel XV secolo la popolazione era in maggior parte di culto islamico e quindi nessuno più era interessato a questo colossale luogo di culto al punto che se ne perse anche la memoria e rimase solo nelle tradizioni popolari.

### Scoperta
Dopo la guerra tra olandesi e inglesi per il possesso dell'isola, dal 1811 al 1816 l'isola si trovò sotto il controllo inglese espresso in questo periodo dal governatore Thomas Stamford Raffles, questi era un grande appassionato di archeologia e di storia locale, era anche un collezionista di reperti e a lui si deve la scoperta di molti monumenti.
Fu proprio lui che messo al corrente della leggenda del tempio-montagna decise di intraprendere una ricerca, che sventuratamente non portò risultati, si decise quindi a ingaggiare H.C. Cornellius un ricercatore olandese per il ritrovamento e gli mise a disposizione 200 uomini.
Cornellius e i suoi 200 uomini impiegarono due mesi di intensi lavori (scavi e deforestamento) ma alla fine trovarono ciò che cercavano nei pressi del villaggio di Bumisegoro e cominciarono a lavorare per riportare tutto alla luce, i lavori finirono verso la metà del secolo.

## Oggi
Dopo un lungo restauro oggi Borobudur è meta di credenti e di turisti. Il lama tibetano Gangchen Rinpoche fu il principale maestro di scuola tibetana a organizzarvi viaggi e ritiri a cadenza annuale dal 1987. Inoltre è stato oggetto anche di alcuni attentati ad opera di alcuni fondamentalisti, il caso più famoso è quello del 21 gennaio 1985, in cui vennero piazzati degli ordigni esplosivi che causarono il danneggiamento di nove Stupa.
Recentemente (27 maggio 2006) un terremoto di magnitudo 6,2 ha colpito la zona ma il monumento è rimasto quasi miracolosamente illeso.

## Caratteristiche architettoniche
L'edificio è strutturato in 10 terrazze (corrispondenti alle 10 fasi del cammino spirituale verso la perfezione), le quali sono divise in tre gruppi, anche questo non è casuale ma ha un significato ben preciso, infatti rappresentano i tre regni del saṃsāra:
- il primo livello rappresenta la vita nelle spirali del desiderio ("regno del desiderio" o kāmadhātu);
- i 5 livelli quadrati rappresentano la progressiva emancipazione dai sensi ("regno della forma pura" o rupadhātu);
- le ultime tre terrazze circolari simboleggiano il cammino progressivo verso il definitivo nirvaṇa ("regno del senza-forma" o arūpyadhātu).

Arrivati in cima si può constatare che la struttura si evolve in una serie di spazi aperti e non più in stretti passaggi; sulla cima dell'edificio è presente una serie di stupa con una centrale che non eccelle per dimensioni, infatti è poco più grande delle altre e la sua architettura è simile alle altre, quindi la cima non è il punto di culmine del viaggio, ma è il viaggio il culmine di se stesso. 
L'intero cammino è caratterizzato dalla presenza costante e ripetuta di nicchie contenenti statue di Buddha e ogni Buddha è diverso dagli altri. Circoambulando il devoto buddista meditava lungo le terrazze successive ricche di progressivi insegnamenti, accumulando meriti e liberandosi progressivamente dalla "mondanità", giungendo infine alla liberazione della sofferenza ovvero al nirvaṇa, rappresentato dalla sommità del monumento.
|  |  |  |

## Bassorilievi
I bassorilievi narrano la storia del Buddha divisa in vari passaggi:
- Il karma (Karmavibhangga)
- La nascita del Buddha (Lalitavistara)
- La storia del principe Siddharta (Jataka) e altre leggendarie persone (Avadana)
- Sudhana cerca la verità finale (Gandavyuha)

| Distribuzione dei racconti nei bassorilievi | Distribuzione dei racconti nei bassorilievi | Distribuzione dei racconti nei bassorilievi | Distribuzione dei racconti nei bassorilievi |
| sezione                                     | luogo                                       | storia                                      | #pannelli                                   |
| ------------------------------------------- | ------------------------------------------- | ------------------------------------------- | ------------------------------------------- |
| hidden foot                                 | muro                                        | Karmavibhangga                              | 160                                         |
| prima galleria                              | Muro portante                               | Lalitavistara                               | 120                                         |
| prima galleria                              | Muro portante                               | Jataka/Avadana                              | 120                                         |
| prima galleria                              | balaustra                                   | Jataka/Avadana                              | 372                                         |
| prima galleria                              | balaustra                                   | Jataka/Avadana                              | 128                                         |
| seconda galleria                            | Muro portante                               | Gandavyuha                                  | 128                                         |
| seconda galleria                            | balaustra                                   | Jataka/Avadana                              | 100                                         |
| terza galleria                              | Muro portante                               | Gandavyuha                                  | 88                                          |
| terza galleria                              | balaustra                                   | Gandavyuha                                  | 88                                          |
| quarta galleria                             | Muro portante                               | Gandavyuha                                  | 84                                          |
| quarta galleria                             | balaustra                                   | Gandavyuha                                  | 72                                          |
| Totale                                      | Totale                                      | Totale                                      | 1,460                                       |

### Karmavibhangga
Questa serie di bassorilievi illustra il Karma, le sue caratteristiche e la sua natura, vale a dire il rapporto di causa-effetto secondo cui una buona azione porta dei benefici nelle vite future mentre una cattiva azione avrà effetti sicuramente negativi per le vite future di chi la esegue, questi bassorilievi illustrano quali sono le azioni migliori e quali le peggiori. In sostanza questa parte del tempio è una specie di "manuale" sul Karma.

### Lalitavistara

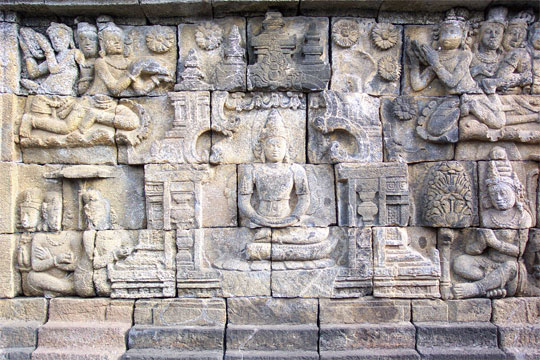
un muro del tempio.

È la storia della gravidanza della Regina Maya, moglie del re Suddhodana, e dell'attesa per la nascita dell'erede al trono da parte degli esseri viventi sulla terra e da parte delle creature superiori, la storia prosegue con la cronaca della nascita del piccolo e con i suoi primi anni di vita fino a quando decide di intraprendere il suo viaggio.
La storia continua nella sezione successiva della sequenza di bassorilievi del tempio.

### Jātaka-Avadana
È la storia del principe Siddharta e di altri importanti personaggi della storia e della religione buddista.

### Gandavyuha

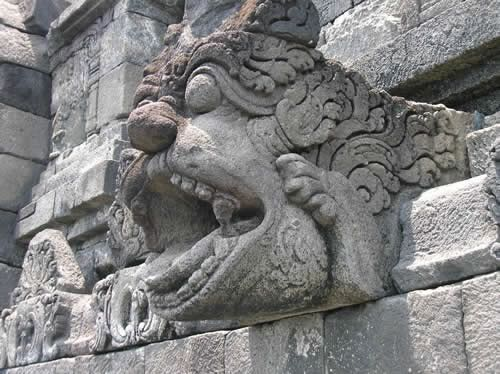
Lo sbocco di un canale per il drenaggio dell'acqua.

Durante la sua ricerca, Sudhana si reca da non meno di 30 saggi, ma nessuno di questi riesce a soddisfare appieno la sua sete di sapere. Nel suo viaggio Sudhana incontra Supratisthita, Muktaka, Saradhvaja (un eremita), Upāsaka, Bhismottaranirghosa (un bramino), Jayosmayatna, Maitrayani (una principessa), Sudarsana (un eremita), Indriyesvara (un ragazzo), Upasika Prabhuta, Ratnachuda, King Anala, il dio Siva Mahadeva, Maya, Maitreya e di nuovo Mañjuśrī. Ognuno di questi incontri ha permesso a Sudhana di apprendere qualcosa di nuovo. Questi incontri sono narrati nella terza galleria.
Dopo l'ultimo incontro con Mañjuśrī, Sudhana va a casa di Bodhisattva Samantabhadra. Tutta la quarta galleria è dedicata agli insegnamenti di Samantabhadra. La storia finisce quando Sudhana apprende la suprema conoscenza e la verità finale.